# Джамал (празник)
Вижте пояснителната страница за други значения на Джамал.
Джама̀л (също Джумал, Джамала) български фолклорен обичай, вид зимна кукерска игра, изпълнявана във времето между Коледа и Ивановден. Участниците в него се наричат дамали или джамалари.

## Регионални особености

### Елинпелинско
В региона на Елин Пелин обичаят води началото си от село Нови хан всяка година първата събота на месец януари. Празникът включва започваща рано сутринта обиколка на джамали (кукери) по улиците и къщите на селото, при която джамалите плашат със звънци и страшния си вид зли сили и вещаят здраве, благоденствие и богата реколта на жителите. Обиколката обхваща всички домове, където стопаните очакват джамалите с дарове, и завършва на селския площад при голям огън, около който джамалите танцуват и пресъздават част от историята на традицията. Групата на джамалите традиционно се състои от момчета и мъже на възраст до 28 години. Сред селата, в които се провежда празникът са с. Нови хан от 1900 г. Габра (от 1918 г.) и Равно поле (от 1954 г. и ежегодно от 1962 г.).

### Кюстендилско
В Кюстендилско обичаят се нарича „джамалари“. Изпълнява се в периода между Васильовден и Ивановден.
Джамаларската група се състои от 15-ина предрешени с гайдар начело. Той ги води със сватбарска музика по къщите, където играят хоро джамаларка около решето със зърнени храни. Играещите се залавят за краищата на тояги и топузи. Централни фигури са баба, дядо, гайдар, коняр с жив кон и трима дедици с гърбици и дървени маски на главите. В ръцете си носят топузи и сабли, а на кръста – хлопки.

### Ловешко
Този празник се практикува активно и редовно и в село Александрово, Ловешко. Там се отбелязва на 6 и 7 януари (Йордановден и Ивановден по нов стил), а често пъти и на 19 и 20 януари по стар стил. Естеството на празника показва, че е свързан с гонене на злите сили.

### Панагюрско и Пазарджишко
Кукерският празник Джумал съществува в с. Калугерово, Пазарджишко, с. Попинци и с. Левски, Панагюрско, от незапомнени времена. Той се провежда на Сирни заговезни и по своята същност е пролетен празник за здраве и плодородие. Разбира се, както във всички маскени ритуали, и тук присъстват оргиастични и смехови елементи.
Джумалът представлява дървена конструкция, направена от огънати жилави пръчки, захванати за 2 успоредни дървета, между които до раменете се промушват носачите на Джумала. Отгоре конструкциятя е покрита с домашно изтъкана черга, под която са сложени различни по големина звънци. При подскачане на носачите се разнася онзи звън, който нито един попинчанин няма да сбърка – тържествен, необуздан, плашещ, див, величествен.
Посещавайки всяка къща (в миналото) Джумалът е прогонвал злите сили. Стопанката го ръси с вода, а той „поляга“ настрана и се изтърсва с невъобразим шум – та като него да натежи и полегне житото на стопанина и да се изтърси в хамбара му. Джумалът си има водач – висок и строен момък. Не всеки може да води Джумала. Този, който го води, трябва добре да е усвоил специфичната стъпка, с която ходи Джумалът. На главата с кожена маска, водачът е нарамил кросно от домашен стан – апотропеен предмет – оръжие на водача.
Джумалът се придружава от група маскирани мъже (в ритуала участват само мъже). По-голямата част от тях са т.нар. „циганки“. Те придружават Джумала навсякъде, като просят по къщите, а хората ги даряват с каквото имат. Важен дар е яйцето.
Други важни персонажи в ритуала са „булката“, „младоженецът“ и „крадецът“. Както Джумалът, така и младоженецът и булката влизат във всяка къща. Те също биват дарувани. При всяка възможност между крадеца и младоженеца се заражда двубой с червените дървени саби, които и двамата носят. Вечната борба между доброто и злото присъства и тук и, както обикновено, доброто побеждава.